# Jogos eletrônicos no Brasil
O Brasil é o 10º maior mercado de videogames do mundo em 2022, e o maior da América Latina, com uma receita de US$ 2,6 bilhões. A importação de videogames para o Brasil não era permitida até a década de 1990 e eram então fortemente tributados como bens não essenciais. Como resultado, um mercado negro desenvolveu-se em torno da pirataria de jogos, impulsionado pela falta de canais oficiais para compra de jogos. Muitas empresas de jogos evitaram a expansão para o país por estas razões até 2009. Uma exceção foi a Sega, que manteve forte presença no país com o Master System e o Mega Drive.
O primeiro jogo de computador produzido comercialmente no Brasil foi o Amazônia, em 1983.

## História

### Primórdios
Os primeiros consoles fabricados no Brasil foram no estilo Pong, no final dos anos 70, com o TVBol sendo o primeiro totalmente fabricado e distribuído em solo nacional, lançado no Rio de Janeiro em 1976. Na sequência, outros clones de Pong chegam ao mercado, como os mais conhecidos Telejogo e Telejogo II da Philco/Ford, e posteriormente também o TvJogo3 e TVjogo4 da Superkit, e o Videorama.
A partir da década de 80, iniciou-se a produção de jogos autorais nacionais. A Pesquisa Indústria Brasileira de Games de 2022, publicada pela Brazil Games, parceria da ApexBrasil com Abragames; e realizada pela empresa Homo Ludens divide esta história em quatro segmentos:

### Década de 1980 - Os Pioneiros
O primeiro jogo comercial brasileiro conhecido foi o Amazônia, uma aventura em texto criado por Renato Degiovani e lançado em 1983. O jogo foi distribuído na revista MicroSistemas, com as linhas de código impressas para o usuário digitá-lo para jogar. Nessa primeira fase da indústria, desenvolvedores individuais e pequenos grupos faziam parte de uma rica comunidade de criadores de jogos para MSX, ZX Spectrum e Apple II, e, posteriormente, para os PCs com MS-DOS, distribuídos em revistas, fitas K7 e disquetes.
Nesta época, a política de reserva de mercado, criada pelos governos militares, impedia a importação oficial de microcomputadores e videogames. Foi uma era marcada por diversos clones de consoles globais e pirataria oficializada de software, pois não existiam meios para importação e exportação de jogos. Também havia contrabando de cartuchos de jogos para consoles clones desenvolvidos na Zona Franca de Manaus. Essa primeira fase da indústria não resistiu aos sucessivos planos econômicos e à hiperinflação dos anos 1980 e início dos anos 1990.
Em 1987 foi fundada a Tectoy, que, mesmo sendo uma empresa jovem, ganhou a concorrência contra a Gradiente para a representação oficial da Sega no Brasil, se tornando a importadora do Master System. As ações de marketing da Tectoy incluíam, além de comerciais de televisão e revistas, um pequeno programa diário chamado Master Dicas (posteriormente Sega Dicas) na Rede Globo. O Master System no Brasil chegou a dominar 85% do mercado sobre os concorrentes (maior parte deles Famiclones) – a tal ponto de se tornar o único país em que o Master System superou as vendas do NES.

### Década de 1990 - Era CD-ROM
Enquanto os jogos da primeira fase da indústria eram desenvolvidos majoritariamente por desenvolvedores individuais, começavam a surgir grupos de desenvolvimento e empresas voltadas para o nascente mercado de distribuição de jogos em CD-ROMS. Em 1997, o jogo Guimo da Southlogic se tornou o primeiro jogo nacional documentado que foi distribuído internacionalmente pela Airsoft, na Alemanha. Já o Outlive, da Continuum, foi o primeiro jogo brasileiro distribuído em 2001 por uma grande publicadora, a Take-Two Interactive.
A primeira publicadora brasileira foi a Brasoft, que iniciou as suas atividades em 1990, licenciando e distribuindo jogos internacionais no Brasil, de produtoras como LucasArts e Sierra Entertainment. Foi vendida para a Pi Editora no ano de 1998 e ficou marcada pela publicação de jogos baseados em propriedades da TV Globo, como Big Brother Brasil (2002) e No Limite (2002). 
No braço dos consoles, em 1993 a Gradiente, junto com a Estrela, criou a Playtronic, que representou a Nintendo no Brasil a fim de concorrer com a Tectoy, que representava sua concorrente, Sega.
Títulos de destaque: Enigma da Esfinge (44 Bico Largo, 1996); Guimo (Southlogic Studios, 1997); Incidente em Varginha (Perceptum Informática, 1998); Outlive (Continuum Entertainment, 2000); Show do Milhão (SBT Multimídia, 2000).

### Década de 2000
Esta foi a fase mais marcada pelo esforço de coordenação da indústria. Em 2002, a GameNet – Rede Paranaense de Empresas de Jogos de Entretenimento, passou a organizar o In2Game – Congresso Internacional de Tecnologia e Inovação em Jogos para Computadores, o primeiro grande encontro de empresas do setor.
No mesmo ano, a SBC – Sociedade Brasileira de Computação organizou o WJogos – Workshop Brasileiro de Jogos e Entretenimento Digital, evento destinado a pesquisadores, programadores e desenvolvedores de jogos com foco na área de computação. Em 2004, os eventos se juntaram e organizaram o primeiro SBGames – Simpósio Brasileiro de Jogos e Entretenimento Digital, que também lançou o 1° Festival de Jogos Independentes do Brasil. Finalmente, 2004 também marcou a fundação da Abragames – Associação Brasileira de Desenvolvedores de Jogos Eletrônicos, cujo primeiro mapeamento do setor, promovido pela associação naquele ano, apontou para a existência de 55 empresas no Brasil.
Voltando para 2003, este ano ficou marcado como a primeira vez em que os jogos eletrônicos entraram na agenda política de forma específica no Brasil, com o reconhecimento do setor pelo MinC – Ministério da Cultura, sob a direção do então ministro Gilberto Gil. É neste contexto que surgiu, em 2004, o primeiro edital voltado especificamente para o setor de jogos eletrônicos, denominado JogosBR. Esse edital chegou a ter nova edição em 2005 e foi reeditado em 2008 com o nome de BRGames.
Dos jogos desse período, o destaque fica para Trophy Hunter 2003, lançado pela Southlogic em 2002, primeira experiência nacional de criação de um jogo sob encomenda para o mercado externo, a pedido da Infogames, nos EUA. Com os altos custos e dificuldades na distribuição de jogos por CD-ROM e com a ampliação do acesso à internet, a primeira década do século XXI também foi marcada por uma série de jogos brasileiros que buscaram experiências multijogador online. O primeiro MMO brasileiro de que se tem registro foi o jogo Futsim, da Jynx Playware, em 2003. No ano seguinte, surgiu o MMORPG Erinia, da Ignis Games. Outro jogo brasileiro de destaque no gênero foi o Taikodom, da Hoplon, lançado em 2008. Nesta década, o Brasil ganhou um Leão de Bronze em Cannes com o jogo WeAther, desenvolvido pelo gamedev Fabiano Onça para o Greenpeace Brasil.
Os primeiros cursos superiores da área no Brasil surgiram nessa época, como: Bacharelado em Design de Games, na Anhembi Morumbi (2003); Tecnológico em Jogos Digitais, na faculdade Cruzeiro do Sul (2005); Curso Superior em Tecnologia em Jogos Digitais na PUC-SP (2006) em São Paulo (SP); e Curso Superior em Tecnologia em Jogos Digitais na PUC Minas (2006). Essa foi uma época pujante para o desenvolvimento de games nacionais em plataformas sociais (Orkut) e móveis (em função do surgimento do modelo de negócios da App Store, que facilitou e deixou mais transparente a publicação de games), bem como para o uso do Flash, descontinuado posteriormente. Muitos advergames pequenos foram desenvolvidos nessa época.

### Ubisoft São Paulo
Em junho de 2008 a Ubisoft anunciou a abertura de um estúdio de desenvolvimento de jogos eletrônicos em São Paulo. O estúdio intitulado de Ubisoft São Paulo começa com cerca de 20 funcionários e com plano de expansão para ate 200 funcionários em um período de quatro anos, focando-se inicialmente no desenvolvimento de jogos casuais para os consoles da Nintendo.
O estúdio será comandado por Bertrand Chaverot, o qual trabalhou como administrador da Ubisoft no país de 1999 a 2003. Para Bertrand, o Brasil possui muitos talentos, a intenção é que a produção seja brasileira e não estrangeira. A Ubisoft pretende expandir no Brasil futuramente para outras cidades, como Rio de Janeiro e Florianópolis.
Em janeiro de 2009, a Ubisoft anunciou a aquisição do estúdio gaúcho Southlogic, a qual tinha trabalhado anteriormente para e empresa no desenvolvimento do jogo Imagine: Wedding Designer.
Em setembro de 2010 a Ubisoft informou que devido ao declínio do mercado de Nintendo DS, as operações no Brasil seriam reavaliadas, o que levou ao fechamento do estúdio.

### Zeebo
Em 23 de março de 2009 a Tectoy anunciou o Zeebo, console nacional que utiliza rede 3G para o download e compra de jogos. O console tem a proposta de ser voltado para os mercados emergentes, tendo seu lançamento primeiramente no Brasil seguido por outros países. A rede de internet 3G do console, vai ser cancelada em setembro de 2011.

### PlayStation no Brasil
Em setembro de 2008 a administração da Superintendência da Zona Franca de Manaus divulgou a aprovação para a fabricação do console PlayStation 2 pela Sony no Polo Industrial de Manaus. Durante o BMO Capital Market 2008, Ian Jackson, vice-presidente da Sony Computer Entertainment, confirmou o lançamento do PlayStation 2 no país.
A Sony DADC Brasil, braço da Sony para a produção de Cds e DVDs iniciou em 2009 a produção de jogos para PlayStation 2 em Manaus, se tornando uma das quatro empresas do mundo com direito de fabricação de jogos para a linha PlayStation. A empresa espera uma queda nos preços dos jogos de pelo menos 25%. Jogos para PlayStation 3 e PSP terão suas mídias importadas, tendo a embalagem traduzida e produzida no Brasil. Os jogos produzidos no Brasil serão distribuídos para toda América do Sul, com produção prevista para 500 mil cópias para 2009.
Títulos de destaque: Trophy Hunter 2003 (Southlogic Studios, 2002); Futsim (Jynx Playware, 2003); Erinia (Ignis Games, 2004); Taikodom (Hoplon, 2008).

### Década de 2010
Nessa década, a indústria viu o seu faturamento dobrar de tamanho. A popularização das engines de desenvolvimento de jogos, como a Unity, o crescente acesso à internet pela população, o advento da distribuição digital de jogos, a chegada das primeiras levas de profissionais formados na área e o surgimento dos smartphones foram fatores que geraram um novo paradigma de negócios no setor. O fenômeno do desenvolvimento independente, ou indie, promoveu a entrada de novos e talentosos criadores de jogos no mercado. Por outro lado, muitos empreendimentos do setor não resistiram, por suas operações mudarem por completo ou simplesmente por se tornarem inviáveis, especialmente em termos econômicos.
Nesse processo de renovação, contudo, a indústria brasileira finalmente viu cair parte das barreiras que impediam os jogos nacionais de prosperar globalmente. Jogos como Knights of Pen and Paper, da Behold Studios, Oniken, da Joymasher, e Momodora da Bombservice, aproveitaram o emergir dos indies e se tornaram jogos de sucesso internacional. A App Store, surgida em 2007 com o iPhone, fez emergir empresas que se tornariam líderes do mercado, explorando o crescente e inexplorado segmento dos jogos para smartphones, como a Tapps Games, a TFG (que mais tarde se tornaria Wildlife) e a Fanatee.
Em 2011, o Instituto Socioambiental ganhou o 3º lugar na categoria Digital e Interativa do V Festival comKids – Prix Jeunesse Iberoamericano com o MMORPG Aldeia Virtual, desenvolvido pela 8D Games. Na estruturação da indústria em sua relação com o poder público, a década também iniciou com um marco histórico: a realização do 1º Workshop para Criação de Projetos para o Desenvolvimento de uma Indústria de Jogos Digitais no Brasil. Organizado pelo então MDIC – Ministério do Desenvolvimento, Indústria, Comércio Exterior e Serviços, o evento reuniu os principais agentes da sociedade civil, empresariado, universidades e formuladores de políticas públicas, discutindo passos para o desenvolvimento setorial local. Deste evento foi consolidada em 2011 uma chamada do FEP-Games – Fundo de Estruturação de Projetos, do BNDES – Banco Nacional de Desenvolvimento Econômico e Social, para o primeiro estudo em grande escala para mapear a indústria global e brasileira, além de propor políticas públicas para o setor. O relatório foi lançado em 2014, incluindo o 1º Censo da Indústria Brasileira de Jogos Digitais.
Ainda em 2012 foi realizada a primeira edição do Brazilian Independent Games Festival (BIG Festival), que se tornou a principal arena de negócios e também de articulação entre a indústria e o poder público, com a realização periódica de um GT – Grupo de Trabalho para discutir ações setoriais. Em 2013, o setor ganhou seu próprio programa de exportação de games junto à ApexBrasil e, desde então, realiza ações em diversos eventos internacionais. O programa BGD – Brazilian Game Developers, posteriormente renomeado para Brazil Games, tornou-se o principal caminho de acesso das empresas nacionais para a exportação. 
Títulos em destaque: Knights of Pen and Paper +1 Edition (Behold, 2013); Dungeonland (Critical Studio, 2013); Oniken (JoyMasher, 2014); Toren (Swordtales, 2015); Starlit Adventures (Rockhead, 2015); Momodora: Reverie Under The Moonlight (Bombservice, 2016); Horizon Chase (Aquiris, 2016).

### Década de 2020
Em 2018, o Ministério da Cultura realizou o II Censo de Jogos Digitais, que apontou o crescimento do setor, com 375 empresas respondendo à pesquisa. Além disso, em 2019, a empresa Wildlife recebeu um aporte de US$ 60 milhões liderado pelo fundo de capital de risco americano Benchmark, sendo considerada um “unicórnio” brasileiro, avaliada em US$ 1,3 bilhão. Nesse ano, o estúdio ARVORE, especializado em realidade virtual, recebeu o primeiro Leão de Veneza no Festival de Cinema para uma produção brasileira. Os jogos independentes Dandara e Celeste, este último feito em parceria com um estúdio internacional, figuraram entre os 10 melhores jogos do ano no ranking da revista americana Time.
Nos anos de 2020/2021, a pandemia de Covid-19 trouxe diversas transformações para a indústria e o mercado de games, sendo que o consumo de jogos aumentou significativamente nesse período. Com esse impulso, em 2020 a Wildlife foi avaliada em US$ 3 bilhões. Outra alteração foi a adoção em grande peso do trabalho à distância, bem como a popularização de empresas que já se constituem em ambientes 100% remotos, como a Afterverse. A empresa é um spin-off da Play Kids (grupo Movile) que conseguiu a marca de 50 milhões de usuários ativos mensais no prazo de um ano com jogo "PK XD", disponível em 11 idiomas e com presença forte na América Latina, nos EUA, Oriente Médio e Leste Europeu. A PlayKids, que também desenvolve jogos, deu base para a expansão da Afterverse.
Ainda em 2020, a desenvolvedora ARVORE recebeu o Primetime Emmy de inovação extraordinária pela Academia de Artes e Ciências Televisivas para um curta interativo. Em 2021, a Gazeus teve o primeiro jogo nacional distribuído pela Netflix. O ano de 2022 foi marcado por grandes aquisições e parcerias internacionais. O estúdio Aquiris recebeu um investimento da Epic Games, firmando um acordo que prevê a publicação de múltiplos jogos multiplataforma, ainda não anunciados. A empresa londrina Oktagon foi comprada pela desenvolvedora multinacional de games Fortis, recém-criada como parte do grupo de resorts e cassinos Las Vegas Sands. O estúdio Rogue Snail, 100% remoto, teve o seu jogo Relic Hunters Rebels distribuído pela Netflix de forma exclusiva.
Em 2022, a desenvolvedora brasileira Aquiris Game Studio, sediada em Porto Alegre, e tem como seu maior sucesso a franquia de jogos Horizon Chase, foi comprada pela Epic Games para se tornar a Epic Games Brasil.
Títulos em destaque: Dandara (Long Hat House, 2018); Celeste (Extremely OK Games/ MiniBoss, 2018); Wonderbox (Aquiris, 2021); "PK XD" (Afterverse, 2020); Suspects (Wildlife, 2020); Relic Hunters Rebels (2021).
Em 2023, a desenvolvedora brasileira Quasares Game Studio, sediada em Ribeirão Preto, apresentou no evento Brasil Game Show seu projeto de jogo histórico Pedro of Brazil, sendo um dos primeiros jogos nacionais a usar o motor gráfico Unreal Engine 5 da Epic Games.

## Mercado

### 2012
Em 2011, o mercado de games oficial do Brasil movimentou em torno de US$ 500 milhões, quase R$ 1 bilhão para a cotação da época, correspondendo a 0,3% do total mundial. Em 2012, de Janeiro a Setembro vendeu-se 3,5 milhões de unidades de games, em um valor de R$ 350 milhões, e R$ 542 milhões em vendas de 644 mil consoles (incluindo portáteis), um aumento de 144% em relação a 2011, ano em que foram vendidos, entre o mesmo período, 1,4 milhão de games (gerando R$ 184 milhões) e 404 mil consoles, gerando R$ 247 milhões. Em 2012 o Brasil constava como o 15º país que mais vende consoles oficialmente – sem levar em consideração o mercado cinza expressivo; E era o segundo maior mercado da América Latina, atrás apenas do México em número de vendas, e com um número de jogadores de mais de 45 milhões — estando em terceiro lugar mundial. Em 2012 o país possuía mais de 3,5 milhões de consoles de última geração (Xbox 360, PlayStation 3 e Wii, além dos portáteis) comercializados nacionalmente, com grande margem de erro para as importações.

### 2022
Segundo pesquisa da Newzoo de 2021, o Brasil é o maior mercado de games da América Latina e o 10º no mundo em receitas. Em 2021, foi estimado que a região gerou 2,3 bilhões de dólares em receita. O mercado Mobile é o principal, representando 47% do faturamento, sendo que o PC representa 24% e o console 29%. É considerado o 5º em população online, sendo que o número total de jogadores é de 94,7 milhões.
De acordo com a Pesquisa Game Brasil 2022 (realizada com jogadores maiores de 16 anos), entre os jogadores, 51% são mulheres e 49% são homens. Em termos de grupos etários, 56,8% dessa população engloba as idades entre 16 e 29 anos. A faixa etária dos 30 aos 49 anos representa 36,6% dos gamers. Por último, a faixa etária acima dos 50 anos representa 6,5% daqueles que jogam no Brasil.
Em relação à diversidade racial dos gamers, destaca-se uma maior quantidade de pessoas autodeclaradas brancas e pardas, 46,6% e 37,3% respectivamente. Logo em seguida, 12,1% da comunidade se autodeclara preta e, em menor quantidade, 2,1% se autodeclara como amarela, 0,8% como indígena e 0,3% a outras cores ou raças (PGB 22).
Em relação às plataformas que jogam, os smartphones figuram com 48,3% da preferência dos jogadores. Videogames e consoles próprios para jogos representam 20% e os computadores 15,5%. Os notebooks acompanham os computadores com 7,8%, smart TVs (3,2%), tablets (2,0%), consoles portáteis (2,6%) e outros (0,7%) possuem uma força expressiva menor (PGB 22).
Nas três principais plataformas de jogos, pode-se observar algumas peculiaridades nos perfis dos jogadores. No caso do smartphone, os jogadores são representados majoritariamente por mulheres (60,4%) e os gamers casuais (70,7%) estão na faixa de 20 e 24 anos (26,5%). Os jogadores de consoles são representados em sua maioria por homens (63,9%), sendo que 53,9% deles se consideram gamers hardcore, figurando na faixa etária dos 20 aos 24 anos (22,8%). Os jogadores de computador são representados em sua maioria por homens (58,9%), sendo que a maioria deles (64,3%) se considera gamers hardcore, e se incluem na faixa etária entre 20 e 24 anos (27,8%) (PGB 22).

### Vendas de jogos
É um pouco difícil ter acesso a número de vendas de jogos, pois companhias como NC Games (distribuidora de empresas como Konami e Rockstar) não divulgam dados precisos sobre o assunto.
A UbiSoft é uma das poucas empresas que divulgam dados e revelou que Assassin's Creed III vendeu no Brasil 200 mil cópias, número considerado elevado para o mercado nacional.
Outros números:
- Just Dance 3: 30 mil (até 2011);
- Rocksmith: 3 mil;
- Assassin's Creed Revelations: 150 mil (100 mil no PlayStation 3 e 50 mil no Xbox 360).

Em 2012, a Steam passa a aceitar compras através da moeda brasileira (Real), o que pode significar um importante nos avanços da indústria de jogos eletrônicos no país.
Além do crescimentos das vendas de jogos por distribuição digital e por mídia física, temos um importante mercado de jogos visuais e jogos sociais que atraem cada vez mais usuários, como o Turma do Chico Bento, que em três meses já possuía 750 mil usuários.

### Base instalada de consoles
É muito difícil estimar por exemplo a base instalada do PlayStation 2 no país, um console muito popular, no entanto a maioria não era vendido oficialmente.
Dados referentes a 2011 (apenas consoles vendidos oficialmente):
- PlayStation 3: 1,4 milhão;
- Xbox 360: 700 mil;
- Wii: 400 mil.

Fonte: Ubisoft
- PlayStation 2: 5–8 milhões;
- Zeebo: 30 mil.

Consoles antigos:
- Mega Drive: 3 milhões;
- Master System: 5 milhões.

## Tradução e localização
Com o crescimento exponencial do mercado brasileiro, a tendência é de empresas investirem em como legendas e menus em português, ou mesmo em dublagem, o que era pouco observado até a geração anterior, poucos jogos portanto possuem legendas ou dublagem em português, a maioria deles era então para a plataforma Windows/PC.
Veja abaixo alguns jogos que dispõe de dublagem em português, contando com dubladores profissionais como Carlos Seidl:
- Call of Duty: Black Ops II;
- Diablo III;
- World of Warcraft;
- Assassin's Creed III;
- Until Dawn;
- God of War (2018);
- Forza Horizon;
- League of Legends;
- Grim Fandango;
- Super Sidekicks 3: A Próxima Glória;
- Battlefield 4.

Empresas como a Capcom e Activision tem instalado escritórios no Brasil e localizado e distribuído seus jogos, Resident Evil 6 foi lançado com legendas, e é o primeiro da franquia a contar com tal recurso. Idem para Silent Hill: Downpour.
Além das localizações oficiais, no Brasil era expresso, até o momento de popularização dos indies e a distribuição nos marketplaces digitais, o setor de tradução amadora de jogos, tendo inúmeros games sido traduzidos para o português apenas por fãs – em jogos de console, parte do processo de "ROM hacking", com sua distribuição por sites e blogs pessoais. 

## Empresas presentes
- Activision
- Aquiris Game Studio - sede em Porto Alegre, fundada em 2007.[12]
- Bandai Namco Entertainment
- Blizzard
- Capcom
- Hoplon Infotainment
- Konami
- Lumen Games, fundada em 2004
- NC Games
- Microsoft Brasil
- Quasares Game Studio sede em Ribeirão Preto, divisão de games da Quasares
- SNK
- Sony Brasil
- Synergex
- Warner Bros.

## Jogos banidos
O Brasil possui um grande número de games banidos:
- Bully (proibição revogada)
- EverQuest
- Counter-Strike (proibição revogada)
- Carmageddon
- Postal (proibição revogada)
- Mortal Kombat
- Doom
- Duke Nukem 3d
- Blood
- Grand Theft Auto: Episodes from Liberty City (Na cidade de Barueri)
- Requiem: Avenging Angel

## Cultura

### Feiras e eventos
- BIG Festivall (2012 - Presente, SP)
- Brasil Game Show (antiga Rio Game Show, 2008–2011 - RJ, 2012 - SP)
- EGS (SP e México, 2004, 2005)
- Gamercom (2015 - SC)
- Simpósio Brasileiros de Games e Entretenimento Digital - SBGames (2004 - Presente. Evento móvel)
- RETROCON (2023 - Presente, SP)

### Produção Documental
- O documentário "1983: O Ano dos Videogames no Brasil", dirigido por Artur Palma e produzido pela ZeroQuatro Mídia, reúne entrevistas e relatos sobre a indústria de manufatura de consoles nacionais.

- O podcast Primeiro Contato[17], produzido pela B9 e pelo jornalista especializado em games Rique Sampaio, detalha o processo de informatização e popularização dos computadores e dos jogos eletrônicos no Brasil nos anos 80 e 90, contando com a participação de figuras eminentes da indústria como Renato Degiovani, Marcus Garrett, Henrique Olifiers, Paulo Roque, Stefano Arnhold, Théo Azevedo, Eduardo Mace, Roberto Araújo, Alessandro Treguer, dentre outras.

### Estudos sobre a Indústria Brasileira de Jogos Digitais
- A indústria brasileira de jogos digitais foi objeto de estudo de pesquisas financiadas no nível federal:
  - Em 2011, foi publicada pelo BNDES uma chamada pública para objetivo financiar, no âmbito do Fundo de Estruturação de Projetos (BNDES FEP), uma pesquisa científica que consolidasse as informações acerca da indústria de games e contribuísse para o desenho de instrumentos e ações de políticas industrial e tecnológica para o setor (FEP Games). Os resultados do projeto de pesquisa coordenada pelo Núcleo de Política e Gestão Tecnológica (PGT) da Universidade de São Paulo (USP), "Levantamento de informações sobre a indústria de games e políticas públicas para o setor”, foram divulgados em um Seminário, no BNDES, em abril de 2014 e consolidados em três Relatórios, que podem ser acessados no site do BNDES (FEP Games) ou no menu relatórios do site CensoJogosDigitais
    - Mapeamento da Indústria Brasileira e Global de Jogos Digitais (FLEURY, NAKANO e CORDEIRO, 2014)[18]
    - Proposição de Políticas Públicas direcionadas à Indústria Brasileira de Jogos Digitais (FLEURY, NAKANO e SAKUDA, 2014)[19]
    - I Censo da Indústria Brasileira de Jogos Digitais com Vocabulário Técnico sobre a IBJD (FLEURY, SAKUDA e CORDEIRO, 2014)[20]

  - Em 2018, a Homo Ludens Inovação e Conhecimento conduziu a pesquisa II Censo da Indústria Brasileira de Jogos Digitais (SAKUDA e FORTIM, 2018), financiada pelo Ministério da Cultura, que pode ser acessado no menu relatórios do site CensoJogosDigitais
  - Em 2022, a Homo Ludens Inovação e Conhecimento conduziu a pesquisa Pesquisa Indústria Brasileira de Games (FORTIM, 2022)[21], financiada pelo programa Brazil Games (parceria da ApexBrasil com a Abragames), que pode ser acessado no menu relatórios do site CensoJogosDigitais.

### Estudos Brasileiros sobre Jogos Digitais
- O SBGames - Simpósio Brasileiro de Jogos e Entretenimento Digital  maior evento acadêmico da América Latina na área de Jogos e Entretenimento Digital, é realizado pela Comissão Especial de Jogos e Entretenimento Digital (CEJOGOS) da Sociedade Brasileira de Computação (SBC), o evento reúne pesquisadores, estudantes e empresários que tem os jogos como objeto de investigação e produto de desenvolvimento. Possui 6 (seis) trilhas científicas com suas várias sessões técnicas que cobrem as principais áreas relacionadas: Artes e Design, Computing, Cultura, Educação, Indústria e Saúde. O SBGames tem mais 10 atividades que incluem: Apresentação de Livros, Tutoriais; Concurso de Teses e Dissertações; Palestras convidadas; Festival de Jogos; Festival de Artes; Fórum de Ensino; Fórum de Esportes Eletrônicos; JEDI – Jogos, Equidade, Diversidade e Inclusão; MÁGICA – gaMes nA Graduação e na educação básica e, Post Mortem. Completou 20 anos, e suas últimas sedes foram: Rio Grande (2023), Natal (2022), Gramado (online, 2021), Porto de Galinhas (online, 2020), Rio de Janeiro (2019) Foz do Iguaçu (2018), Curitiba (2017), São Paulo (2016), Teresina (2015) e Porto Alegre (2014).

## Legislação

### Projeto Jogo Justo
Com o objetivo de minimizar a alta carga tributária incidente sobre os jogos no Brasil, foi lançado em 2010, com o apoio de empresas como Konami, Sega, Blizzard e Activision, o Projeto Jogo Justo. Seu objetivo é apresentar à Receita Federal dados que demonstrem os benefícios advindos de uma reclassificação dos games na escala dos impostos brasileiros e, com isso, motivar o barateamento de jogos e consoles, e estimular o desenvolvimento da indústria brasileira.

### Sistema de classificação etária de jogos eletrônicos
O DJCTQ - Departamento de Justiça, Classificação, Títulos e Qualificação, é o órgão responsável pelas classificações de jogos eletrônicos no país.

### Fóruns
- Adrenaline
- Finalboss
- Drops de Jogos
- Gaming UP!
- GamePixels
- IGN Brasil
- Outerspace